# Contea di Xichong
La contea di Xichong (西充县S, Xīchōng XiànP) è una contea della Cina, situata nella provincia di Sichuan e amministrata dalla prefettura di Nanchong.